# 艾麗莎·納薩內爾
艾麗莎·納薩內爾（1973年5月27日—），印尼已退役羽球運動員，通常稱為艾麗莎。
1991年，艾麗莎與阿喲諾·米拉納特一起獲得印尼羽球公開賽混合雙打亞軍。1992年，兩人贏得泰國羽球公開賽、中國羽球公開賽混合雙打冠軍，以及香港羽球公開賽混合雙打亞軍。1993年，兩人贏得法國羽球公開賽混合雙打冠軍。
她職業生涯中最大的成功，是在1993年世界羽球錦標賽中與阿喲諾·米拉納特獲得混合雙打銅牌。

## 外部連結
- 艾麗莎·納薩內爾在世界羽球聯盟的登錄資料